# Émile Cahen
Pour les articles homonymes, voir Émile Cahen (helléniste) et Cahen.
Émile Cahen, né le 24 décembre 1839 à Toul, Meurthe et mort le 5 février 1916 dans le  4e arrondissement de Paris, est un rabbin français du XIXe siècle, rabbin de Reims (Marne), de Verdun (Meuse) puis Grand-rabbin de Lille (Nord).

## Éléments biographiques
Émile Cahen est né en 1839 à Toul, Meurthe-et-Moselle. Il étudie au Séminaire israélite de France (SIF) de 1857 à 1864. Il devient rabbin de Reims (Marne) de 1864 à 1875, puis de Verdun (Meuse) de 1875 à 1887, et est enfin Grand-rabbin de Lille (Nord) de 1887 à 1907. Il est le fondateur de l'Alliance française à Reims.
Il est décoré de la Légion d'honneur en 1913.
Victime d'un accident de la circulation, l'ancien rabbin est renversé par une automobile et meurt de ses blessures à l'Hôtel-Dieu de Paris.

## Œuvres
- Discours prononcé lors du deuxième Anniversaire de la Journée du 4 août 1870 Au Temple Israélite de Wissembourg par Émile Cahen, Ancien Rabbin de Verdun (Meuse), Grand-abbin du Consistoire de Lille. Troisième Édition. Imprimerie & Lithographie de Ch. Laurent, 1, Rue des Gros-Degrés, Verdun, 1872[2].